# Jean-Pierre Amat
Jean-Pierre Bernard André Amat (* 13. Juni 1962 in Chambéry) ist ein ehemaliger französischer Sportschütze. Er gewann 1996 je eine olympische Gold- und Bronzemedaille. 1989 und 1998 war er Weltmeister und 1989, 1990, 1991 sowie 2000 Europameister.
Nach dem Ende seiner Karriere ist Amat als Biathlontrainer tätig. Seit 2023 betreut er zum wiederholten Male die französische Nationalmannschaft der Männer als Schießtrainer.

## Sportliche Laufbahn
Jean-Pierre Amat begann 1981 mit dem Sportschießen, 1982 belegte er den vierten Platz bei den Junioren-Europameisterschaften im Liegendschießen mit dem Kleinkalibergewehr. 1984 erreichte er bei den Olympischen Spielen in Los Angeles den siebten Platz im Kleinkaliber-Dreistellungskampf. Seine erste internationale Einzel-Medaille in der Erwachsenenklasse gewann er 1986 mit dem Luftgewehr, als er hinter seinem Landsmann Jean-Michel Weber Zweiter der Europameisterschaften wurde. In der Mannschaftswertung siegte Amat 1985 und 1986 mit der französischen Mannschaft. 1989 gewann er bei den Europameisterschaften mit dem Kleinkalibergewehr Gold im Liegendschießen und Silber im Stehendschießen. Im gleichen Jahr siegte er mit dem Luftgewehr bei den Weltmeisterschaften in Sarajevo sowohl in der Einzelwertung als auch in der Mannschaftswertung. In der Mannschaftswertung hatte er bereits 1983 und 1985 den Titel gewonnen.
1990 und 1991 war Amat Europameister mit dem Luftgewehr, bei den Weltmeisterschaften belegte er den 1990 den vierten und 1991 den achten Platz. Bei den Olympischen Spielen 1992 in Barcelona ging Amat in drei Disziplinen auf den Schießstand, der vierte Platz mit dem Luftgewehr war sein bestes Ergebnis. Nach drei medaillenlosen Jahren erhielt er bei den Europameisterschaften 1995 die Silbermedaille im Kleinkaliber-Dreistellungskampf hinter dem Russen Artjom Chadschibekow. 
Bei den Olympischen Spielen 1996 in Atlanta fand zunächst der Wettbewerb mit dem Luftgewehr statt. Nach der Vorrunde lag der Österreicher Wolfram Waibel mit 596 Punkten in Führung vor Artjom Chadschibekow und Rob Harbison aus den Vereinigten Staaten mit 594 Punkten. Amat und vier weitere Schützen hatten das Finale mit 591 Punkten erreicht. Im Finale schoss Amat mit 102,1 Punkten die beste Serie und gewann Bronze hinter Chadschibekow und Waibel. Fünf Tage später fand der Wettbewerb im Kleinkaliber-Dreistellungskampf statt. Hier hatten in der Vorrunde Amat und der Kasache Sergei Beljajew 1175 Punkte erzielt. Bester Schütze im Finale war der Slowake Jozef Gönci, der allerdings nach der Vorrunde neun Punkte Rückstand hatte, vor Wolfram Waibel. Mit 98,9 Punkten im Finale gewann Amat die Goldmedaille vor Beljajew und Waibel.
1998 in Barcelona gewann Amat den Weltmeistertitel mit dem Freien Gewehr. 1999 erhielt er im Luftgewehrschießen Bronze bei den Europameisterschaften und 2000 wurde er mit dem Luftgewehr noch einmal Europameister. Bei den Olympischen Spielen 2000 und den Weltmeisterschaften 2002 erreichte er kein Einzelfinale mehr.
Nach seiner aktiven Karriere ist Amat unter anderem als Schießtrainer im Biathlon tätig.